# ボラン

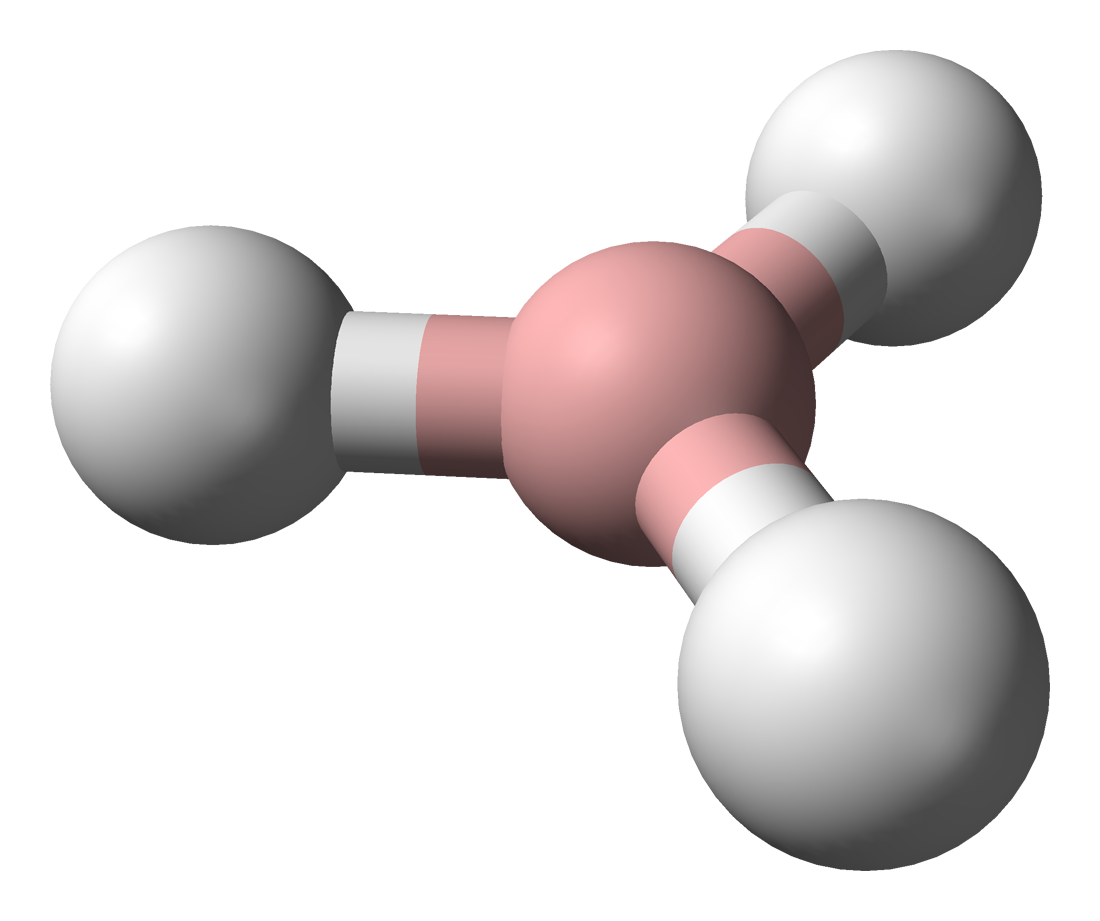
ボラン(BH_{3})の球棒モデル。

ボラン（英: borane）は、ホウ素の水素化合物（水素化ホウ素）の総称で、炭化水素のアルカンにちなみ命名された。狭義にはモノボラン (BH3) およびジボラン (B2H6) を指す。

## 構造
モノボランは不安定で、二量体であるジボランの形で存在する。このとき、水素－ホウ素間の4個の電子のうち2個は通常とは異なる半結合の形になっている。ホウ素－水素－ホウ素の結合は、水素－ホウ素間のσ結合ではなく、ホウ素の空軌道を使っている。水素－ホウ素結合で結びついている4個の水素原子と2個のホウ素原子は同一平面上に位置するが、ホウ素－水素－ホウ素の結合の中間に位置する2つの水素原子は平面の上下にある。
このような結合を三中心二電子結合と呼ぶ。2個の電子で3個の原子が結合しているからである。三中心二電子結合を含む化合物として他に Al2Cl6 がある。なお、通常の化学結合は二中心二電子結合である。
ボランの水素をハロゲン元素で置換した化合物では三中心二電子結合は起こらず、二量体にはならない。4個の原子は同一平面に位置する。
ジボランについては、ジボランの記事を参照。

## 用途
モノボランは単独では不安定だが、ルイス塩基と錯体を作らせることによって安定になる。これらは還元力があるため、有機合成においてカルボニル基や不飽和結合に対する還元剤として用い、いくつかは試薬として市販されている。THFやジメチルスルフィドとの錯体は還元力が強いのでカルボン酸などの還元、ヒドロホウ素化反応に用いる。ピリジン錯体は還元力が弱いもののプロトン酸に対して比較的安定であるので、酸性条件下イミンの還元などに用いられる。

## 種類
ボランの構造には以下の2種類がある。
- ニドボラン類 (nidoboranes, BnHn+4) — ジボランなど
- アラクノボラン類 (arachnoboranes, BnHn+6) — テトラボラン (B4H10) など